# Fortaleza de Nimrod
La fortaleza de Nimrod es un fortín de arquitectura medieval situado al norte de los Altos del Golán (Siria), en una colina ubicada a 800 metros (2600 pies) sobre el nivel del mar.

## Descripción
El complejo de la fortaleza en su totalidad es de 420 metros de longitud y 150 metros de ancho, y está construido de grandes piedras de sillería. Los muros se hallan reforzados por numerosas torres rectangulares y semicirculares, coronadas por techos sostenidos por bóvedas de crucería. En el lado este de la fortaleza, el más alto, se levantaba imponente torre del homenaje de 65 por 45 metros, protegida por otras enormes torres rectangulares. La fortaleza domina el valle profundo y estrecho que separa el monte Hermón del resto de los Altos del Golán, la carretera que une Galilea y Damasco, y la antigua ciudad cruzada de Banias.

## Historia
Se cree que la fortaleza de Nimrod fue construida aproximadamente en el período helenístico (hasta 30 d. C.) o el período bizantino (siglos IV al VII d. C.).
La fortaleza fue reconstruida en el año 1229 por al-Aziz Utman, sobrino Saladino y benjamín de la familia de al-Adil I, para prevenir cualquier intento de los ejércitos de la sexta cruzada contra Damasco. Se la llamó Qala'at al-Subeiba, «Castillo del gran precipicio» en árabe. Más tarde, en 1230, el castillo se amplió para incluir toda la cumbre del risco. Los mongoles se apoderaron de él en 1260, desmantelaron algunas de sus baluartes y lo entregaron a su aliado, el hijo de al-Aziz Utman, junto con la cercana población de Banias. Tras la victoria mameluca en la batalla de Ain Yalut de ese mismo año, el sultán Baibars reforzó el castillo y le añadió nuevas torres, más grandes que las que tenía hasta entonces. Entregó la fortaleza a su lugarteniente Badr ad-Din Bilik al-Jaznadar. Este emprendió importantes obras y cuando las hubo terminado, las registró en una inscripción de 1275 en la que también ensalzaba al sultán. Tras la muerte de Baibars, su hijo hizo asesinar a Bilik, al que probablemente temía.
A finales del siglo XIII, la fortaleza perdió todo valor estratégico por la derrota final de los Estados cruzados y la conquista musulmana de Acre y quedó abandonada. El castillo quedó en ruinas a consecuencia de un terremoto acaecido en el siglo XVIII.
Los drusos que se establecieron en la región durante la guerra civil libanesa de 1860 que los enfrentó a los maronitas lo llamaron Qal'at Namrud (fortaleza de Nimrod).